# Ismail Hadžiahmetović
Ismail Hadžiahmetović (1926. – 2007.), bosanskohercegovački liječnik, kulturni radnik, povjesničar medicine, kulturni stvaratelj iz Tuzle. Premda u znanosti napredak zasjenjuje sve što su stariji naraštaji postigli, rad dr Hadžiahmetovića i njegovih prethodnika u Tuzli, uglednih liječnika i kulturnih radnika dugo nadilazi sadašnjicu, jer su postali ikone i mjera građanima Tuzle. Doktorirao je disertacijom Epidemiološke i kliničke odlike šećerne bolesti. Napisao je među ostalim Narodna uzdanica u kulturnome i društvenome životu Muslimana Bosne i Hercegovine, Muradbeg Zaimović : legenda i istina, Incidencija dijabetes melitusa na regiji sjeveroistočne Bosne i dr.